# Limnophila
Limnophila R.Br. è un genere di piante acquatiche che fa parte della famiglia delle Plantaginaceae.

## Tassonomia
Il genere comprende le seguenti specie:
- Limnophila aquatica (Roxb.) Alston
- Limnophila aromatica (Lam.) Merr.
- Limnophila australis Wannan & J.T.Waterh.
- Limnophila balsamea (Benth.) Benth.
- Limnophila bangweolensis (R.E.Fr.) Verdc.
- Limnophila barteri Skan
- Limnophila borealis Y.Z.Zhao & Ma f.
- Limnophila brownii Wannan
- Limnophila cambodiana T.Yamaz
- Limnophila cana Griff.
- Limnophila ceratophylloides (Hiern) Skan
- Limnophila chinensis (Osbeck) Merr.
- Limnophila connata (Buch.-Ham. ex D.Don) Hand.-Mazz.
- Limnophila crassifolia Philcox
- Limnophila dasyantha (Engl. & Gilg) Skan
- Limnophila erecta Benth.
- Limnophila fluviatilis A.Chev.
- Limnophila fragrans (G.Forst.) Seem.
- Limnophila geoffrayi Bonati
- Limnophila glabra (Benj.) Kerr
- Limnophila glandulifera Philcox
- Limnophila hayatae T.Yamaz.
- Limnophila helferi Hook.f.
- Limnophila heterophylla (Roxb.) Benth.
- Limnophila hippuridoides Philcox
- Limnophila indica (L.) Druce
- Limnophila laotica Bonati
- Limnophila laxa Benth.
- Limnophila limnophiloides (Blatt. & Hallb.) Karthik. & V.S.Kumar
- Limnophila × ludoviciana Thieret
- Limnophila micrantha (Benth.) Benth.
- Limnophila palauensis T.Yamaz.
- Limnophila parviflora T.Yamaz.
- Limnophila poilanei T.Yamaz.
- Limnophila polyantha Kurz ex Hook.f.
- Limnophila polystachya Benth.
- Limnophila pulcherrima Hook.f.
- Limnophila repens (Benth.) Benth.
- Limnophila rugosa (Roth) Merr.
- Limnophila sessiliflora (Vahl) Blume
- Limnophila siamensis T.Yamaz.
- Limnophila tillaeoides Hook.f.
- Limnophila verticillata T.Yamaz.
- Limnophila villifera Miq.
- Limnophila villosa Blume
- Limnophila wilsonii Kasselm.